# 娜塔莎·贝克
娜塔莎·贝克（英語：Natasha Baker，1989年12月30日—），英国女子马术运动员。她曾代表英国参加2012年、2016年和2020年夏季残疾人奥林匹克运动会马术比赛，获得六枚金牌和二枚银牌。